# 鶴亀算
鶴亀算（つるかめざん）とは、算数におけるある種の文章題の解き方で、ツルとカメの頭数の合計と足の数の合計から、ツルとカメそれぞれの頭数を求める問題である。
鶴亀算における合計についての仮定を個数で割ることより、鶴亀算は平均算の一種である。さらに、平均算は消去算の特別な場合である。消去算は、中学校の数学で履修する連立1次方程式そのものである。算数、特に中学受験では、消去法などを駆使せずに、面積図または弁償算で解くのが通例である。

## 歴史
| 『算法點竄指南録』(九州大学中央図書館所蔵)の表紙と問題32（鶴亀算）。 |  | 『算法點竄指南録』(九州大学中央図書館所蔵)の表紙と問題32（鶴亀算）。 |
| 『算法點竄指南録』(九州大学中央図書館所蔵)の表紙と問題32（鶴亀算）。 |  |                                                                      |

中国の数学書『孫子算経』にある「雉兎同籠」が始まりとされる。それが江戸時代の本『算法点竄指南録』（坂部広胖著）でおめでたい動物とされるツルとカメに置き換えられて、この名前になった。

## 解法
この解法では問題の例としてツルとカメ合計8匹、ツルとカメの足の本数の合計を26本とする。

### 一般的な解法
まず示された頭数すべてがツルであると仮定した場合の足の数を求め、そこから実際の足の数との差を計算し、その差をもとにカメの数を導き出す。
1. 8匹すべてがツルであるとすると、足の数は全部で2×8=16本となる。
2. これは実際の本数に比べて26-16=10本少ない。
3. この10本の差を、ツルとカメを交換する操作によって補う（つまり、ツルを一羽ずつ減らし、カメを一匹ずつ増やしていく）。この操作を行う度に、ツルとカメの足の本数の差つまり4-2=2本ずつ、足の数が増える操作をすればいい。
4. 10本の差を埋めるには、10÷2=5回この操作をすればよい。
5. すると8匹のうち5匹がカメに置き換わり、ツルは8-5=3匹が残る。
6. したがって、ツルは3匹、カメは5匹となる。

### 面積図を用いた解法
この問題は「長方形の面積が、たてとよこの積である」ということを利用して、面積図を使っても解く事ができる。
縦を1匹の足の数、横を頭数、面積を足の数とする。
{\displaystyle 2\times 8=16}
{\displaystyle 26-16=10}
{\displaystyle 4-2=2}
{\displaystyle 10\div 2=5}
{\displaystyle 8-5=3}
よって、ツルが3匹、カメが5匹となる。

### 連立方程式を用いた解法
鶴亀算は、中学校の数学における2元連立1次方程式の特別な場合に当たる。一般に、xをツルの数、yをカメの数、aをツルとカメの個体数の総和、bを足の本数の総和とおくと、
{\displaystyle {\begin{cases}x+y=a\\2x+4y=b\end{cases}}}
という連立方程式になる。a,bを代入して、
{\displaystyle {\begin{cases}x+y=8\\2x+4y=26\end{cases}}}
この連立方程式を解くとx=3,y=5となる。したがって、ツルが3匹、カメが5匹となる。